# Eleições gerais no Líbano em 2009
As eleições gerais libanesas de 2009 foram realizadas em 7 de junho.

## Resultados e participação
A coalizão Forças de 14 de Março venceu o pleito e revalidou sua maioria frente à aliança pró-Síria denominada Forças de 8 de Março, liderada pelo grupo xiita Hezbollah, embora tenha tido menos votos. A aliança vencedora, com 700.000 votos, obteve 71 cadeiras frente às 57 obtidas (com 800.000 votos) pela coalizão derrotada em um Parlamento de 128 assentos. O grupo xiita reconheceu sua derrota antes da publicação oficial dos resultados e pediu a seus rivais para que cooperem, enquanto os eleitores das Forças de 14 de Março saíam às ruas para celebrar a vitória.
Mais de três milhões de libaneses foram convocados às urnas para escolher 128 deputados, sendo 64 cristãos e 64 muçulmanos, entre 580 candidatos que se apresentaram em todo o país.

## Reações
O secretário-geral da ONU, Ban Ki-moon, felicitou o povo libanês e suas instituições pela realização do pleito parlamentar em um ambiente pacífico, além de pedir a todos os cidadãos do país para que respeitem o resultado da votação, a qual considera como um novo passo rumo à revitalização das frágeis instituições do país árabe e a iniciação com rapidez, em "uma atmosfera de calma e segurança". Acrescentou ainda que espera que o Líbano consolide sua soberania, estabilidade e independência política dentro do marco das resoluções relevantes do Conselho de Segurança da ONU e dos acordos de Taif, que puseram fim à guerra civil libanesa em 1989.